# Deois incompleta
Deois incompleta är en insektsart som först beskrevs av Walker 1851.  Deois incompleta ingår i släktet Deois och familjen spottstritar. Inga underarter finns listade i Catalogue of Life.